# 乞題
乞題（英語：begging the question 或 question begging；拉丁語：petītiō principiī），又稱竊取論點、乞求論點、丐題等等，是在論證時把不該視為理所當然的命題預設為理所當然，這是一種不當預設的非形式謬誤。
乞題和循環論證高度相關但不完全一樣，兩者為等同或何者屬於何者，則視二者的界定方式而定。一般而言乞題的主要判準是預設了不適當的前提，判準可能為形式上是否預設結論或語境上是否具說服力；循環論證的主要判準是循環支持的形式，可能考慮或不考慮語境上是否恰當，可能包括或不包括循環因果、循環定義、循環解釋等非以證成命題為目的推理方式。

## 語源
「乞題」一詞最早出自亞里士多德《前分析篇》第二卷第十六章的希臘語「τὸ ἐν ἀρχῇ αἰτεῖσθαι (to en archei aiteisthai)」。其中「αἰτεῖσθαι」意為「要求」、「請求」，或邏輯學上的「假定」、「預設」；「ἀρχῇ」意為「起始」、「起源」。
中世紀的翻譯者把這個詞譯為拉丁語「petitio principii」。其中「petitio」在古典時代早期是指「要求」、「請求」，但古典時代晚期亦用於邏輯學上的「假定」、「預設」；「principii」意為「起始」、「起源」。
拉丁語版本在16世紀譯成了英語「begging the question」。其中「beg」意為「請求」、「乞討」；而「question」（「問題」）可理解為「議題」（討論中、爭議中的主題）或「疑問」。
從亞氏的文本看來，其原意是描述把起始論點（試圖證明的論點，即結論）預設為真的不當論證方式，故整個詞應理解為「預設起始點」、「預設論點」、「預設結論」，或英語的「assuming/postulating the initial point」，也因此有人認為「begging the question」是不恰當的翻譯，把意思從「預設論點」詮釋成了「請求論點」。
英語用法流行後衍生了其他解讀方式，常見的一種是把「beg」或對應的「petitio」理解作「要求」、「請求」，把拉丁語的「principii」理解作論證的前提，英語的「question」理解為有爭議的前提，因此將「begging the question」理解為「請求前提」，即請求對方認同自己預設的前提，而成為「預設了有爭議前提」的謬誤。
由於「beg」與「question」其他更常用的意義，加上當某人預設論點時，容易引人質問，或讓人質疑某人閃躲、忽視問題，現代英語人也常把「begging the question」當作「掀起問題」、「閃躲問題」、「忽視問題」使用。例如：「媽媽說不讀好書就會沒出息，因此考試前禁止玩耍。這是『乞題』（掀起問題／閃躲問題／忽視問題）：為什麼不讀好書就會沒出息？」「炎熱的天氣『掀起問題』：活動要繼續進行嗎？」

## 定義
乞題的界定可大致歸為兩大類，一為承續亞氏的界定，將乞題定義為「預設了結論為真」，這是一種語形上的界定；亦有人提出語用判準，將乞題定義為「預設了不應預設的前提」，以含括更多直覺上為不當預設的不恰當推理。

### 乞題的語形分析
按亞里士多德的描述，乞題是把原始論點預設為真的不當論證方式。
有些事是可自然知道的，或稱作不證自明，有些事則須從其他事得知。如有人提出非不證自明的論點，卻讓它用自身證明自身，他就是預設原始論點，亦即乞題。
這種讓論點自身證明自身的方式有很多種，最明顯的是主張「甲，因為甲」；另一種方式是主張諸如「甲，因為乙；乙，因為丙；丙，因為甲」，或者「甲，因為甲、乙、和丙」，這些都可以化約為「甲，因為甲」。
這種「甲，因為甲」的論證是失敗的，它只說明了「如果甲為真，則甲為真」，但除非甲不證自明，否則甲是否為真還是不確定。
例1

小明有罪，因為小明有罪。

這是最簡化的版本，即「甲，因為甲」。
例2

男人體力最好，因為女人體力沒那麼好。

這個論證的前提「女人體力沒（像男人）那麼好」很明顯只是結論「男人體力最好」的換句話說，因此也是「甲，因為甲」。
香港入境處拒絕批准女同志的伴侶以受養人（其配偶）身份留港，並指出：
例3

由於民事伴侶和已婚配偶存在明顯的差異，所以女同志及其伴侶和已婚配偶在該政策下的待遇差別無需有理可據。
因此，處長有權採用一個政策，將受養人簽證此福利只授予那些獲香港法律認可爲有效婚姻中的配偶。

2018年，香港終審法院指有關說法將被挑戰的準則用作自己的理據，是循環論證，因此不接納此論點。
例4

桌上有一塊蛋糕，大寶切了二分之一留給自己，然後給二寶和三寶各四分之一。
- 二寶和三寶：不公平！你憑什麼拿比較多？
- 大寶：因為我比較聰明。
- 二寶和三寶：憑什麼說你比較聰明？
- 大寶：因為我拿到比較多的蛋糕。

大寶的論證是：「大寶拿到比較多的蛋糕，因為大寶比較聰明；大寶比較聰明，因為大寶拿到比較多的蛋糕」，這相當於「甲，因為乙；乙，因為甲」的形式，可化約為「甲，因為甲」，因此大寶乞題。

#### 三段論之中的乞題
亞里士多德是最早建立三段論邏輯架構的人，他對乞題的界定也包括了三段論的推理。
假設有人打算論證甲屬於丙，而甲屬於乙是不確定的。如果他預設甲屬於乙，此時尚無法確定他是否乞題，但由於「甲屬於乙」是不確定的，而不確定的事不能當做預設，因此這不是合格的論證。如已知乙和丙等同，或乙能轉換為丙，或乙屬於丙，他就乞題，因為此時預設甲屬於乙就相當於預設甲屬於丙，而甲屬於丙就是原論點。
類似地，假設有人打算論證甲屬於丙，而乙屬於丙是不確定的。如果他預設乙屬於丙，就是不合格的論證，但未必乞題。如已知甲和乙等同，或甲能轉換為乙，或甲屬於乙，他就乞題。
推而廣之，有效的三段論涉及兩個前提與一個結論，如果兩個前提都是確定的，就是合適的論證；如已知其中一個前提，而在不確定另一前提下預設另一前提，就是乞題。
例1

上帝是仁愛的，因為上帝擁有一切美德。

令甲為「上帝」，乙為「是擁有一切美德的」，丙為「是仁愛的」。待證論點為甲屬於丙，此論證預設了甲屬於乙，且已知乙屬於丙，故此論證相當於預設甲屬於丙，如果甲屬於乙是不確定的，本論證就乞題。
例2

美國人都很有錢，美籍教師彼得當然也很有錢囉！

令甲為「彼得」，乙為「美國人」，丙為「是很有錢的」。待證論點為甲屬於丙，此論證預設了乙屬於丙，且已知甲屬於乙，故此論證相當於預設甲屬於丙，如果乙屬於丙是不確定的，本論證就乞題。

#### 批評
直接推論是由命題推導出邏輯蘊涵的命題，例如：
- 所有甲都不是乙；因此，所有乙都不是甲。
- 所有甲都是乙；因此，沒有甲是非乙。
- 所有甲都是乙；因此，所有非乙都是非甲。
- 小明是老王的兒子；因此，老王是小明的爸爸。

亞里士多德的學說主要是針對科學論證與辯證論證的場合，他認為邏輯上等同的事都有相同的知識力，直接推論不能帶來新知識，因而二個以上的前提才能構成推理。比如有人想知道「為什麼小明是老王的兒子？」此時告訴他「因為老王是小明的爸爸」顯然不是好理由；如果有人質疑「你怎麼知道倉庫裡有548個西瓜？」主張「因為倉庫裡有137個西瓜箱，每個箱子裡有4個西瓜，因此倉庫裡有548個西瓜。」也不會是個好論證。
儘管如此，有些人認為，邏輯上等同的命題未必有相同的知識力，或者雖有相同的知識力但可能有訊息或有用，因為有些邏輯等同關係較原始、較易察覺，有些則較不原始、不易察覺，即使兩命題在邏輯上等同，心理上、認知上卻未必相同，導致直接推論有時會讓人覺得有訊息，例如：
- 換質換位推理：認同「哲學家都是希臘人」的人不一定也會認同「野蠻人都不是哲學家」（野蠻人都不是希臘人），此時由前者推得後者便帶來了新訊息。
- 換質換位推理：想要反駁「得過獎的人都很快樂」，尋找「得過獎卻不快樂的人」的例子作為反例，相較於針對其換質換位命題「不快樂的都是沒得過獎的人」尋找「不快樂卻得過獎的人」的例子作為反例，意義相當不同。
- 共指涉代換：「金庸是《神鵰俠侶》的作者，金庸就是查良鏞，因此，查良鏞是《神鵰俠侶》的作者」，前提「金庸是《神鵰俠侶》的作者」和結論「查良鏞是《神鵰俠侶》的作者」同義，然而在這個推論以前知道前提的人不一定知道結論，因此這推論帶來了新訊息。
- 數學演算：以雞兔同籠為例，前提為「籠裡有雞與兔，總共35個頭、94隻腳」，經過數學演算得結論為「籠裡有23隻雞、12隻兔」。雖然前提與結論同義，但從前提不易直接想到結論，許多人可能相信前提卻未相信結論，此時數學演算便帶來了新訊息。
- 自我證成：比如某甲說「有些推論是用口說的，因此，有些推論是用口說的」，這推論是有說服力的，因為聽者聽到這段用口說的推論後便有理由相信「有些推論是用口說的」，因而這推論帶來了新訊息。

亞里士多德的描述相當簡略，然而除了形式判準外，也提及了「不證自明」與「不確定」，他主張「科學論證時，如事實上各詞項有前述關係，便是乞題；辯證論證時，如一般認為各詞項有前述關係，便是乞題」，一般也認為已知的事或比結論更廣為人知的事可視作不證自明的或確定的，因此上述例子的可能辯護之一是：由於那些例子的結論並非「非不證自明」，不能判定為乞題。然而，一旦把「不證自明」與「不確定」也列入判定乞題的要件，如何判定一命題是否為「不證自明」或「不確定」便成了另一個爭議焦點，也讓乞題的判定更依賴情境決定。

### 乞題的語用分析
從語用角度來看，乞題是在論證時使用了缺乏適當支持的有爭議前提作為推論基礎，導致論證缺乏說服力。
所謂「有爭議的前提」是指語境上證立對象難以認同的前提（例如：某甲打算用丙前提向某乙證明某乙應該同意丁事，而某乙不同意丙前提）。所謂「缺乏適當支持」是指論者未提出理由支持前提，或者用從前提推理而得的結論或中介理由支持前提。

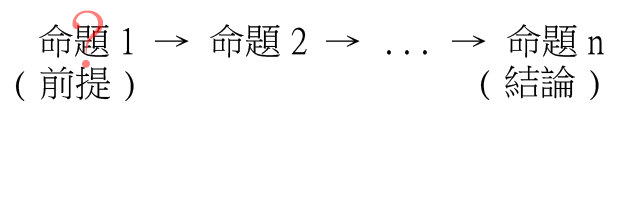
未提供理由支持前提
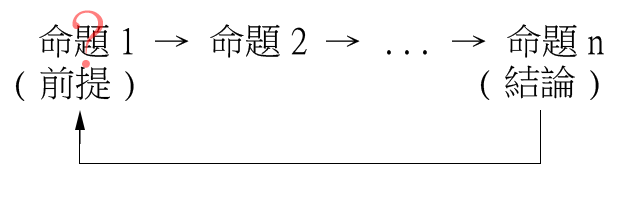
用結論支持前提
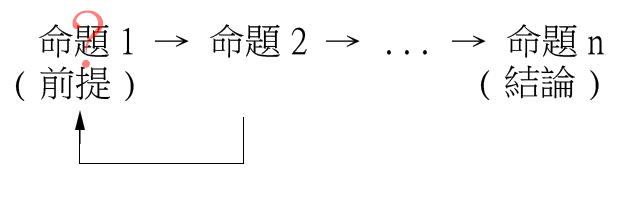
用中介理由支持前提

#### 論證的預設
就論證的目的來看，一個論證要成功，須滿足四個基本預設：
1. 理由律：論證必須為想支持的命題提供理由。沒有提供理由就不是論證。
2. 相異律：提供的理由和想支持的命題必須是不同的命題。因為命題自己證明自己無法擴展認知，論證也無意義。
3. 質疑律：理由的可疑程度必須比想支持的命題的可疑程度小。如果理由比想支持的命題更可疑、更難以被接受，對方肯定會質疑理由，該論證便無說服力。
4. 可能律：理由必須有可能為真。如果理由不可能為真，便不可能支持想支持的命題，比如必定為假的邏輯矛盾、彼此不一致的理由、或者與已被廣為接受的命題衝突的理由（除非另外提供理由化解衝突），必然會導致不健全論證。必定為真的邏輯真理雖然可能性為100%，但它們空洞無內容，一般只用作形式框架。這裡的可能性是相對於說服對象的知識與信念，應大於0%而小於100%，當一個理由的可能性（或可信度）低到一定程度，論證便無法被接受。

乞題論證之所以不當，在於它違背了這些論證預設：如果使用對待說服對象而言可疑而難以接受的前提，亦不提供理由支持，便違反了可能律。
另一方面，基於質疑律的要求，論證的前提的可疑程度必須較結論與中介理由低，如果用結論或中介理由支持前提，便是用可疑程度高的支持可疑程度低的，違反了質疑律。

#### 論者證立與聽者證立
論證可分為論者證立與聽者證立。若論者的意圖是說服聽者論者有理由相信結論，則屬論者證立；若論者的意圖是說服聽者聽者有理由相信結論，則屬聽者證立。
若某甲試圖向某乙證明某甲有理由支持死刑，此屬論者證立，只要某甲相信「殺人是錯的」便可把它當作前提；若某甲試圖向某乙證明某乙有理由支持死刑，便屬聽者證立，除非能預期某乙會認同「殺人是錯的」，否則「殺人是錯的」不宜當作前提，而應另外提供理據。
乞題論證通常是自我中心的，論者試圖聽者證立，卻選擇了與自身背景信念一致、而非與聽者背景信念一致的前提，因而無法成功說服。

#### 乞題的實例
小明有罪（用結論支持前提）

- 甲：小明有罪！
- 乙：為什麼？
- 甲：因為他有罪。

甲的說法是一個論證，前提為「他（小明）有罪」，結論為「小明有罪」。此例乙顯然未有理由同意小明有罪（否則就不會問為什麼），他自然不會同意前提「他（小明）有罪」，此時甲應提供「他（小明）有罪」以外的理由證明小明有罪，但甲沒有這麼做，結果甲的論證對乙毫無說服力可想而知。這是一個使用有爭議前提卻未提供理由支持的例子。
從另一個角度來看，前提「他（小明）有罪」與結論「小明有罪」兩者實際上意義相同，可將此命題視為既是前提也是結論，如此便是用結論支持前提，這違反了質疑律，使論證缺乏說服力。
美國人都很有錢（未提供理由支持前提）

美國人都很有錢，美籍教師彼得當然也很有錢囉！

本例的前提「美國人都很有錢」比結論「美籍教師彼得很有錢」顯然更可疑、更需要證明，這使得不同意結論的人極可能也不會同意前提，因此這個論證非常可能會乞題。
法律和個人感受無關（未提供理由支持前提）

我認為，如果我家人被殺，那麼司法該怎麼判、法律該怎麼定，和我個人的感受無關。

本例的前提「合理的法律和司法判決和個人感受無關」這點相當可疑、需要證明，這是因為有理由認為，對當事人主觀感受的同理心在司法正義的實現中至為重要，對包括刑事政策在內的任何公共政策的制定和實行也至為重要，雖說同理心不代表認可當事人，但一般人很難接受司法或公共政策可以不充分理會當事人主觀感受，尤其犯罪受害者主觀感受的看法，因此若主張「合理的法律和司法判決」與「個人主觀感受」無關，可能會乞題。
不讀好書一定找不到好工作（未提供理由支持前提）

媽媽對湯姆說：你不讀好書以後一定會找不到好工作，因此你必須減少花在玩樂和社團活動的時間！

考慮未明言的隱藏前提，本例論證可分析為：
- 湯姆必須找到好工作（隱藏前提）
- 湯姆必須減少花在玩樂和社團活動的時間，才能讀好書（隱藏前提）
- 湯姆不讀好書以後一定會找不到好工作（前提）
- 因此，湯姆必須減少花在玩樂和社團活動的時間（結論）

然而這些前提都可能有爭議，在特定情境下可能會是不當的，例如，如果湯姆顯然不擅長讀書，但非常擅長演戲，且正有星探嘗試挖掘，「湯姆不讀好書以後一定會找不到好工作」可能是不當預設；如果湯姆是讀書天才，「湯姆必須減少花在玩樂和社團活動的時間，才能讀好書」可能是不當預設；如果湯姆的價值觀就是沒有好工作也無所謂，「湯姆必須找到好工作」便是不當預設（需要提供理由說服湯姆接受）。此類情境下這樣的論證便有乞題之虞。
不應該說謊（用中介理由支持前提）

- 甲：我們不該說謊，所以剛才即使是為了保護被壞人追殺的朋友，你也不應該說謊。
- 乙：為什麼我們不該說謊？
- 甲：因為說謊是不道德的。
- 乙：為什麼說謊是不道德的？
- 甲：因為我們不該說謊。

甲的論證形式是：「說謊是不道德的」→「我們不該說謊」→「剛才即使是為了保護被壞人追殺的朋友，乙也不應該說謊」，及「我們不該說謊」→「說謊是不道德的」。此例乙使用了來自前提的中介理由支持前提，違反了質疑律，使論證缺乏說服力。

#### 批評
哲學家向來的信條是找出規範性的準則以區別適當的證成與不適當的證成，他們期待這準則是非關情境的，是所有理性人、所有好的證成都該遵遁的，也這樣期待著乞題判準。語用判準認為，只要論者試圖說服聽者，而論者預設的前提有悖於聽者的信念，便是乞題，這使得好與不好的證成變成只是相對於論者和聽者的信念。

## 相關謬誤
- 不當預設：乞題是不當預設謬誤的一種。
- 乞題類比：即把不應視為理所當然的類比作為前提，此屬乞題的一類。
- 循環論證：乞題與循環論證有很大交集，但兩者為等同或何者屬於何者，則視二者的界定方式而定。一般而言乞題的主要判準是預設了不適當的前提，判準可能為形式上是否預設結論或語境上是否具說服力；循環論證的主要判準是循環支持的形式，可能考慮或不考慮語境上是否恰當，可能包括或不包括循環因果、循環定義、循環解釋等非以證成命題為目的推理方式。
- 廢話謬誤：乞題中直接推論的情況是恆真句，如「小明有罪，因為他有罪」、「小明很受女生歡迎，因為他很有女性緣」，此時亦可視作廢話謬誤。
- 抵消假設

## 外部連結
- （英文）Beg (Begging) the Question: What Does it Mean?（页面存档备份，存于）